# Daltonplan
Der Daltonplan (auch Dalton-Plan oder Dalton-Modell) ist der Name der ersten von Helen Parkhurst entwickelten Methode differenzierter Pädagogik. Der Name geht auf die Stadt Dalton in Massachusetts zurück, wo mit der Methode erstmals experimentiert wurde. Im Jahr 1917 konnten die Schüler an einer Massachusetts-Schule in ihrem eigenen Tempo autonom arbeiten und ihre Aufgaben so verteilen, wie sie es, basierend auf „Verträgen“, die für jede Disziplin existierten, für richtig hielten. Der Lehrer half und kontrollierte die Arbeit.
Die beiden Grundsätze des Dalton-(Laboratory-)Plans, wie das Konzept von Helen Parkhurst ursprünglich genannt wurde, lauten:
- Verzicht auf Frontalunterricht
- Schüler eignen sich Lernstoff selbstständig an.

Aus diesen Grundsätzen leitete Parkhurst folgende Prinzipien ab:
- freedom – Der Schüler muss während des Lernprozesses frei sein, d. h., er darf nicht gelenkt oder kontrolliert werden. Kontrollen finden nur am Ende einer Unterrichtssequenz in Form schriftlicher Arbeiten statt.
- cooperation – Jeder Schüler soll während des Lernprozesses mit anderen Schülern zusammenarbeiten, wobei er jederzeit die Freiheit hat, in Einzel- oder Gruppenarbeit zu lernen.
- budgeting time – Für einen festgelegten Zeitraum werden Lernstoff und Lernziele vorgegeben, wobei die Schüler ihren Lernprozess selbstständig steuern.[1]

Das Konzept des Daltonplans ist in den USA und den Niederlanden traditionell relativ weit verbreitet und wird auch zunehmend, jedoch größtenteils modifiziert, an deutschen Schulen angewendet.
Das Dalton Gymnasium Alsdorf wurde für die Anwendung des Dalton-Modells 2013 mit dem von der Robert-Bosch-Stiftung vergebenen Deutschen Schulpreis ausgezeichnet.